# 大果咖啡
大果咖啡（学名：Coffea liberica）又名賴比瑞亞咖啡、利比里卡咖啡，亦称利比里亚種（Liberica），是一种抗虫害、适合高温潮湿气候的物种，其浆果和种子都要比小果咖啡大到近两倍，香味浓郁，但味淡，一般北欧人比较喜欢这种咖啡。主要在非洲利比里亚、科特迪瓦、马达加斯加种植。
高產咖啡現在被認為是大果咖啡的異名